# Список умерших в 2001 году
В этой статье представлен список известных людей, умерших в 2001 году.
См. также: Категория:Умершие в 2001 году

## Январь
- 4 января — Александра Адлер (99) — австрийский и американский психиатр.
- 4 января — Владимир Алмазов (69) — кардиолог, доктор медицинских наук.
- 4 января — Иван Кривенко (75) — танкист, участник Великой Отечественной войны, Герой Советского Союза.
- 4 января — Исаак Копелян (90) — ленинградский советский художник, книжный иллюстратор, организатор издательского дела.
- 6 января — Надежда Грекова (90) — политический и государственный деятель БССР.
- 6 января — Претаап Радхакишун (65) — премьер-министр Суринама (1986—1987, 1996-2000)
- 6 января — Григорий Шмаровоз (88) — Герой Советского Союза.
- 7 января — Шарль Александр Элу (88) — президент Ливана (1964—1970)
- 8 января — Макарий Сорокин (97) — советский хозяйственный, государственный и политический деятель.
- 9 января — Поль Ван ден Буйнантс (81) — премьер-министр Бельгии (1966—1968, 1978—1979)
- 9 января — Николай Масленников (80) — Герой Советского Союза.
- 9 января — Георгий Писаренко (90) — учёный-механик.
- 9 января — Григорий Вервес (80) — литературовед.
- 10 января — Михаил Буркин (88) — Герой Советского Союза.
- 11 января — Евгений Аникеев (76) — поэт-баснописец, журналист, Заслуженный работник культуры РСФСР.
- 11 января — Геральд Глацмайер (32) — австрийский футболист.
- 11 января — Ханс Моммер (75) — немецкий дирижёр и композитор.
- 11 января — Вера Константиновна Романова (94) — русская княжна императорской крови, младшая дочь великого князя Константина Константиновича и великой княгини Елизаветы Маврикиевны, правнучка императора Николая I.
- 12 января — Владимир Семичастный (76) — советский партийный и государственный деятель, в 1961—1967 — председатель КГБ при Совете Министров СССР.
- 12 января — Уильям Хьюллет (87) — один из сооснователей компании «Hewlett-Packard».
- 14 января — Виталий Гольданский (77) — российский физико-химик и общественный деятель.
- 15 января — Павел Лухнев (79) — Полный кавалер Ордена Славы.
- 16 января — Николай Будник — глава Киевского кобзарского цеха, бандурист, мастер народных музыкальных инструментов, художник, поэт.
- 16 января — Василий Ёлкин (82) — Герой Советского Союза.
- 16 января — Лоран Кабила (61) — 3-й Президент Демократической Республики Конго (с 17 мая 1997); убит.
- 17 января — Иван Баранов (93) — Герой Советского Союза.
- 17 января — Сергей Крайгер (86) — председатель Президиума СФРЮ (1981—1982).
- 17 января — Иван Строчко (81) — Герой Советского Союза.
- 17 января — Арвид Палло — конструктор, специалист по двигателям летательных аппаратов.
- 18 января — Морис Лапидус (98) — американский архитектор.
- 18 января — Владимир Нехорошков (75) — Полный кавалер Ордена Славы.
- 18 января — Борис Стенин (66) — советский конькобежец, чемпион мира, многократный чемпион СССР, заслуженный мастер спорта СССР, заслуженный тренер СССР.
- 18 января — Михаил Цыганов (79) — Герой Советского Союза.
- 19 января — Владимир Гущин (79) — Герой Советского Союза.
- 19 января — Василий Журавлёв (87) — Герой Советского Союза.
- 19 января — Артём Иноземцев (72) — актёр театра и кино.
- 20 января — Джон Буковски (62) — австралийский боксёр. Участник летних Олимпийских игр 1960 и 1964 годов.
- 21 января — Виталий Пушкарёв (68) — советский государственный деятель, председатель Псковского облисполкома (1982—1991), председатель Псковского облсовета (1990 −1993).
- 22 января — Григорий Агафонов (88) — советский работник сельского хозяйства, комбайнер, Герой Социалистического Труда.
- 22 января — Павел Ершов (77) — Герой Советского Союза.
- 23 января — Илья Туричин — русский советский прозаик.
- 23 января — Умар Мустафа Мунтасир (61) — генеральный секретарь Высшего Народного Комитета Ливии (1987—1990)
- 24 января — Илзе Граубиня (60) — латвийская пианистка и музыкальный педагог.
- 24 января -- Романов, Михаил Михаилович (41) -- потомок рода Романовых, сын Михаила Фёдоровича Романова, праправнук императора Александра III, прапраправнук императора Николая I.
- 25 января — Вадим Кожинов (70) — советский и российский критик, литературовед, философ, публицист, историк.
- 25 января — Александр Чудаков (79) — российский физик-экспериментатор.
- 26 января — Юрий Дмитревский — российский географ.
- 26 января — Лев Поляков (73) — советский и российский актёр театра и кино, народный артист России.
- 27 января — Василий Боряк (74) — советский военный, танкист и ракетчик, гвардии полковник. Участник Великой Отечественной войны. Полный кавалер ордена Славы.
- 27 января — Абессалом Лория (78) — советский и грузинский актёр, заслуженный артист Грузии.
- 27 января — Георгий Поленов (76) — казахстанский юрист, один из основателей казахстанской школы уголовного права, доктор юридических наук, профессор.
- 27 января — Вадим Тонков (68) — советский и российский актёр театра и кино, эстрадный актёр, половинка эстрадного дуэта Вероника Маврикиевна и Авдотья Никитична (Вероника Маврикиевна).
- 28 января — Иоанн (Прашко) (86) — епископ Украинской грекокатолической церкви.
- 28 января — Юрий Магалиф (82) — советский писатель и поэт.
- 28 января — Ига Майр (79) — польская актриса театра и кино.
- 29 января — Алим Кешоков (86) — советский кабардинский поэт, прозаик.
- 31 января — Гордон Диксон (77) — писатель-фантаст.
- 31 января — Альбин Ньямойя (76) — премьер-министр Бурунди (1964—1965, 1972—1973)

## Февраль
- 2 февраля — Михаил Орлов (93) — Герой Советского Союза.
- 2 февраля — Тверский, Дувид (Сквирский Ребе Боро-Парк) (79) — хасидский цадик из сквирской династии.
- 2 февраля — Шамун, Пэтти (72) — британская актриса и фотомодель австралийского происхождения, ливанская предпринимательница.
- 3 февраля — Рафаил Белкин (78) — выдающийся советский, российский криминалист.
- 3 февраля — Иннокентий Болдонов (89) — первый секретарь Усть-Ордынского Бурятского окружкома КПСС (1947—1958).
- 4 февраля — Дэвид Битти (76) — новозеландский судья и государственный деятель.
- 4 февраля — Александр Дубко (63) — председатель Гродненского облисполкома.
- 4 февраля — Янис Ксенакис (78) — французский композитор и архитектор греческого происхождения, один из лидеров современной Новой музыки и концептуализма в архитектуре, создатель стохастической музыки.
- 4 февраля — Жан Оссель (75) — государственный министр Монако (1985—1991)
- 5 февраля — Владимир Кирманович (81) — Герой Советского Союза.
- 5 февраля — Николай Круглов (84) — Герой Советского Союза.
- 7 февраля — Григорий Жалнин (85) — Полный кавалер ордена Славы.
- 7 февраля — Константин Замятин (61) — советский и российский хирург.
- 9 февраля — Герберт Саймон (84) — американский учёный в области социальных, политических и экономических наук, один из разработчиков гипотезы Ньюэлла — Саймона, лауреат Нобелевской премии по экономике (1978).
- 10 февраля — Иван Шаталин (78) — Герой Советского Союза.
- 11 февраля — Борис Берзиньш (70) — советский и латвийский художник, живописец, график и педагог.
- 11 февраля — Юзеф Буйновский (90) — польский поэт, эссеист, историк литературы и литературный критик.
- 11 февраля — Юдита Вайчюнайте (63) — литовская поэтесса и переводчица.
- 11 февраля — Яков Салашный (86) — Герой Социалистического Труда.
- 12 февраля — Ральф Смарт — английский кинорежиссёр, продюсер, сценарист.
- 13 февраля — Алексей Баранник (75) — участник Великой Отечественной войны, полный кавалер Ордена Славы.
- 13 февраля — Игорь Шилов (79) — советский и российский учёный-эколог и биолог.
- 15 февраля — Вячеслав Башкиров (85) — Герой Советского Союза.
- 15 февраля — Николай Васильев (71) — российский учёный. Действительный член Академии Медицинских наук СССР.
- 15 февраля — Иван Лядов (83) — Полный кавалер ордена Славы.
- 16 февраля — Амангельды Бектемисов (56) — советский и казахский государственный деятель.
- 17 февраля — Виктор Карлов (91) — Полный кавалер Ордена Славы.
- 18 февраля — Мамедов, Эльчин Мехти оглы (54) — азербайджанский актёр и художник кино.
- 18 февраля — Дейл Эрнхардт (49) — семикратный чемпион автогонок NASCAR.
- 19 февраля — Шарль Трене (87) — французский шансонье, автор песен.
- 19 февраля — Стэнли Крамер (87) — американский режиссёр и продюсер, мастер остросоциальных драм.
- 19 февраля — Куандык Шангитбаев (75) — казахский поэт, драматург, переводчик, народный писатель Казахстана.
- 20 февраля — Василий Бондаренко (78) — подполковник Советской Армии, участник Великой Отечественной войны, Герой Советского Союза.
- 20 февраля — Ирина Бугримова (90) — дрессировщица львов, первая в СССР женщина-дрессировщик, Народная артистка СССР (1969).
- 22 февраля — Иван Новиков (83) — белорусский советский писатель.
- 23 февраля — Игорь Шведов (76) — журналист, прозаик, драматург, актёр, режиссёр, просветитель.
- 24 февраля — Михаил Баландин (78) — советский офицер, участник Великой Отечественной войны,Герой Советской Союза.
- 24 февраля — Клод Элвуд Шеннон (84) — американский математик и электротехник, один из создателей математической теории информации.
- 25 февраля — Дональд Брэдмен (92) — австралийский игрок в крикет.
- 26 февраля — Алексей Решетов (79) — участник Великой Отечественной войны, Герой Советского Союза.

## Март
- 1 марта — Александр Козлов (39) — клавишник российской рок-группы «Агата Кристи».
- 2 марта — Яков Билинкис (74) — советский и российский литературовед, историк русской литературы.
- 2 марта — Николай Мочалин (78) — Герой Советского Союза.
- 2 марта — Владимир Пирогов (82) — Герой Советского Союза.
- 2 марта — Тимофей Северов (78) — Герой Советского Союза.
- 3 марта — Михаил Белоиваненко (77) — Герой Советского Союза.
- 3 марта — Габриэль Франсиско Лизетт (81) — премьер-министр Чада (1957—1959)
- 3 марта — Богдан Сапелюк (58) — украинский композитор, дирижёр, педагог.
- 4 марта — Абрам Генкин (92) — советский и российский военачальник, инженер-вице-адмирал.
- 4 марта — Николай Марушин (75) — Герой Советского Союза.
- 5 марта — Хусейн Мухтаров (62) — советский киргизский оперный певец.
- 6 марта — Сергей Поделков (88) — советский российский поэт, переводчик.
- 6 марта — Пётр Тобуроков (83) — якутский писатель, народный поэт Якутии.
- 8 марта — Михаил Зилотин (79) — Полный кавалер Ордена Славы.
- 8 марта — Иван Рачков (80) — полковник Советской Армии, участник Великой Отечественной войны, Герой Советского Союза.
- 8 марта — Иван Шостак (75) — мастер народного творчества Украины.
- 9 марта — Реувен Бен-Йосеф — израильский поэт.
- 9 марта — Николай Тырыкин (80) — Герой Советского Союза.
- 10 марта — Владимир Ворошилов (70) — основатель телеигры «Что? Где? Когда?».
- 10 марта — Михаил Карпенко (85) — советский политический деятель, председатель Исполнительного комитета Кемеровского областного Совета (1960—1962).
- 10 марта — Владимир Коржушко (79) — участник Великой Отечественной войны, Герой Советского Союза.
- 12 марта — Василий Абаев (100) — российский языковед-иранист, краевед, этимолог.
- 12 марта — Роберт Ладлэм (73) — американский писатель, автор многих бестселлеров, актёр и продюсер.
- 14 марта — Василий Миронов (82) — участник Великой Отечественной войны, Герой Советского Союза.
- 14 марта — Роман Федорив (70) — советский и украинский писатель, журналист, прозаик, редактор журнала.
- 16 марта — Пак Чхун Хун (82) — президент Южной Кореи (1980)
- 16 марта — Тютеев, Александр Кафисович (89) — советский военный врач и врач-офтальмолог.
- 16 марта — Павел Харламов (76) — российский и украинский учёный в области механики.
- 17 марта — Зинаида Воронина (53) — советская гимнастка, олимпийская чемпионка 1968.
- 17 марта — Владимир Кальянов — советский индолог, переводчик «Махабхараты», доктор филологических наук.
- 17 марта — Виктор Кривулин (56) — российский поэт, прозаик, эссеист.
- 18 марта — Джон Филлипс (65) — американский певец и композитор, лидер группы «Mamas & Papas».
- 20 марта — Евгений Гницевич (72) — выдающийся советский и российский гидрограф, государственный и военный деятель.
- 20 марта — Илие Вердец (75) — премьер-министр Румынии (1979—1982)
- 20 марта — Андрей Павлинчук (86) — Полный кавалер Ордена Славы.
- 22 марта — Уильям Ханна (90) — основатель (вместе с Джозефом Барбера) анимационной студии «Hanna-Barbera».
- 22 марта — Михаил Ярошевский — российский психолог и историк отечественной науки.
- 23 марта — Карлис Озолс (88) — латышско-австралийский шахматист.
- 23 марта — Александр Осадчиев (81) — Герой Советского Союза.
- 24 марта — Борис Берлин (93) — канадский музыкальный педагог.
- 26 марта — Степан Петелин (78) — комбайнер колхоза «Победа» Шатровского района Курганской области.
- 27 марта — Борис Раушенбах (86) — советский и российский физик-механик, один из основоположников российской космонавтики, академик.
- 27 марта — Лев Сегалович (84) — советский боксёр.
- 28 марта — Алексей Голубенко (78) — Герой Советского Союза.
- 28 марта — Степан Михляев (81) — Герой Советского Союза.
- 29 марта — Александр Кибизов (88) — Герой Советского Союза.
- 30 марта — Равиль Бахтияров (75) — Герой Социалистического Труда.
- 30 марта — Василий Борисов (72) — Герой Советского Союза.
- 31 марта — Наум Мейман (88) — советский математик, физик, диссидент, активист еврейского отказнического движения, член Московской Хельсинкской группы. Доктор физико-математических наук (1937), почётный профессор Тель-Авивского университета.
- 31 марта — Дмитрий Снегин (89) — советский писатель, кинодраматург.

## Апрель
- 1 апреля — Пётр Ким (67) — доктор исторических наук, профессор.
- 1 апреля — Геннадий Нырков (82) — участник Великой Отечественной войн, Герой Советского Союза.
- 2 апреля — Киприан (Пыжов) (97) — архимандрит Русской православной церкви заграницей, иконописец
- 2 апреля — Юрий Сагайдачный (79) — участник Великой Отечественной войн, Герой Советского Союза.
- 2 апреля — Дженнифер Сайм (28) — американская актриса; автокатастрофа
- 4 апреля — Шира Горшман (95) — еврейская писательница.
- 6 апреля — Евгений Малинин (70) — советский и российский пианист.
- 8 апреля — Юрий Миролюбов (33) — Герой Советского Союза.
- 10 апреля — Виктор Гребенников (74) — российский энтомолог, художник-анималист.
- 11 апреля — Пётр Атутов (79) — советский и российский учёный.
- 12 апреля — Николай Никольский (87) — участник Великой Отечественной войн, Герой Советского Союза.
- 14 апреля — Дмитрий Кесаянц (69) — армянский советский режиссёр и сценарист, с 1962 режиссёр киностудии «Арменфильм».
- 14 апреля — Виктор Трефилов (70) — ученый-физик и материаловед.
- 15 апреля — Джоуи Рамон (49) — американский музыкант, вокалист панк-рок-группы Ramones; лимфома.
- 15 апреля — Николай Козлов (75) — председатель Московского облисполкома (1963—1980), Министр плодоовощного хозяйства СССР (1980—1985).
- 16 апреля — Мохаммад Раббани (44) — председатель Правящего Совета Афганистана (1996—2001)
- 17 апреля — Василий Голубев (88) — участник Великой Отечественной войн, Герой Советского Союза.
- 17 апреля — Леонид Островский (65) — советский футболист, защитник.
- 18 апреля — Иван Гладкий (70) — советский государственный деятель, председатель Государственного комитета СССР по труду и социальным вопросам.
- 19 апреля — Василий Артеменко (91) — украинский художник-график, оформитель, медальер.
- 19 апреля — Борис Иванов (84) — советский военный деятель, генерал-лейтенант.
- 20 апреля — Вааи Колоне (89) — премьер-министр Западного Самоа (1982—1982, 1985—1988)
- 21 апреля — Василий Зайцев (81) — участник Великой Отечественной войн, Герой Советского Союза.
- 23 апреля — Вадим Макаревский (82) — профессор Академии военных наук, генерал-майор в отставке.
- 23 апреля — Сергей Лукьянов (90) — участник Великой Отечественной войн, Герой Советского Союза.
- 25 апреля — Микеле Альборето (итал. Michele Alboreto, 44) — итальянский автогонщик, вице-чемпион мира 1985 года в классе Формула-1, чемпион мира по автогонкам в классе Формула-3; автокатастрофа.
- 25 апреля — Степан Мамонтов (77) — советский и российский учёный, доктор филологических наук, профессор, декан Филологического факультета РУДН в 1966—1971.
- 25 апреля — Виктор Банников (62) — советский футболист, вратарь. Заслуженный мастер спорта СССР.
- 25 апреля — Иван Цыбенко (83) — участник Великой Отечественной войн, Герой Советского Союза.
- 26 апреля — Олег Кибальчич (72) — советский, российский экономико-географ.
- 27 апреля — Юрий Леднёв (71) — российский поэт, журналист, писатель-фантаст[1].
- 28 апреля — Пол Данеман (англ. Paul Daneman) (75) — британский актёр театра и кино.
- 28 апреля — Владимир Подзигун (78) — подполковник Советской Армии, участник Великой Отечественной войн, Герой Советского Союза.
- 29 апреля — Александр Балдин (75) — российский советский физик.
- 29 апреля — Баренд Бисхёвель (81) — премьер-министр Нидерландов (1971—1973)
- 29 апреля — Евгений Забиякин (92) — советский актёр.
- 29 апреля — Рита Хантер (67) — британская оперная певица, драматическое сопрано.
- 30 апреля — Евгений Кочешков (48) — российский и советский военный деятель, генерал-майор,  начальник штаба береговых войск Военно-Морского флота Российской Федерации (1997—2001), командир 336-й отдельной гвардейской бригады морской пехоты (1990—1995). Герой Российской Федерации (1995)
- 30 апреля — Александр Шатохин (77) — советский передовик производства в нефтехимической промышленности. Герой Социалистического Труда.

## Май
- 1 мая — Георгий Менглет (88) — советский и российский актёр театра и кино, народный артист СССР[2].
- 1 мая — Николай Дашко (71) — бригадир комплексной бригады комбината «Херсонпромстрой».
- 4 мая — Ираклий Цицишвили (83) — архитектор, искусствовед.
- 7 мая — Калтай Мухамеджанов (72) — казахский советский драматург, писатель, публицист, сценарист.
- 7 мая — Борис Рыжий (26) — российский поэт; самоубийство.
- 8 мая — Фёдор Кузнецов (81) — Герой Советского Союза.
- 9 мая — Феликс Берман (68) — российский театральный режиссёр, педагог, драматург.
- 9 мая — Владимир Куракин (78) — Герой Советского Союза.
- 9 мая — Ни́кос Сампсо́н (66) — и. о. президента Кипра (1974).
- 10 мая — Григор Асратян (83) — армянский советский государственный и общественный деятель.
- 11 мая — Дуглас Адамс (49) — английский писатель («Автостопом по Галактике»).
- 11 мая — Владимир Клюшников (73) — советский и российский учёный-механик, доктор физико-математических наук, профессор.
- 12 мая — Перри Комо (88) — американский певец 40-х-50-х годов XX века, лауреат премии «Грэмми» (1958)[3].
- 12 мая — Прокопец, Георгий Мефодьевич (79) — советский и украинский художник-постановщик.
- 12 мая — Алексей Туполев (75) — советский авиаконструктор, академик Российской академии наук, Герой Социалистического Труда, доктор технических наук (1963), профессор (1964).
- 12 мая — Диди (наст. имя Валдир Перейра) (72) — бразильский футболист, опорный полузащитник, двукратный чемпион мира (1958, 1962).
- 13 мая — Сергей Афанасьев (82) — видный советский государственный деятель.
- 13 мая — Виктор Гончаров (80) — русский поэт, писатель, художник, коллекционер.
- 14 мая — Иван Карелин (76) — Герой Советского Союза.
- 15 мая — Яков Кабков (92) — советский политический деятель, министр рыбной промышленности Украинской ССР (1955—1957).
- 15 мая — Надежда Пучковская (92) — советский офтальмолог.
- 15 мая — Георгий Шахназаров (76) — советский и российский политический и государственный деятель, писатель[4].
- 15 мая — Саша Верни (81) — французский кинооператор.
- 16 мая — Ахмад Разали бин Мохд Али (72) — главный министр Селангора (1982—1986)
- 16 мая — Василий Митрохов (76) — Герой Советского Союза.
- 16 мая — Николай Ясиненко (69) — народный художник Украины, донецкий художник и скульптор.
- 17 мая — Виктор Полинский (80) — Герой Советского Союза.
- 18 мая — Иван Барсуков (53) — Герой Советского Союза.
- 18 мая — Алексей Маресьев (84) — лётчик, Герой Советского Союза[5].
- 19 мая — Владимир Грязнов (78) — советский и российский учёный, академик РАН.
- 22 мая — Дмитрий Лоза (79) — советский офицер, танкист в годы Великой Отечественной войны, Герой Советского Союза. Полковник в отставке, кандидат военных наук, доцент.
- 22 мая — Йенё Фок (85) — председатель совета министров Венгрии (1967—1975)
- 23 мая — Арсений Ворожейкин (88) — советский военный лётчик-истребитель, дважды Герой Советского Союза.
- 25 мая — Альберто Корда (72) — кубинский фотограф, автор фотографии Че Гевары «Героический партизан».
- 26 мая — Витторио Брамбилла (63) — итальянский автогонщик, в течение 7 сезонов выступавший в качестве пилота «Формулы 1».
- 26 мая — Алексей Маринич (81) — сельскохозяйственный деятель, Герой Социалистического Труда.
- 27 мая — Николай Ерёменко (младший) (52) — советский и российский актёр театра и кино, народный артист России.
- 29 мая — Николай Балакирев (78) — Герой Советского Союза.
- 29 мая — Николай Руденко (76) — Герой Советского Союза.
- 29 мая — Витаутас Сакалаускас (68) — Председатель Совета Министров Литовской ССР (1985—1990).
- 30 мая — Валентин Бобков (80) — Герой Советского Союза.
- 30 мая — Николай Мельников (82) — Герой Советского Союза.
- 31 мая — Хормат бин Рафеи (77) — главный министр Селангора (1976—1982).

## Июнь

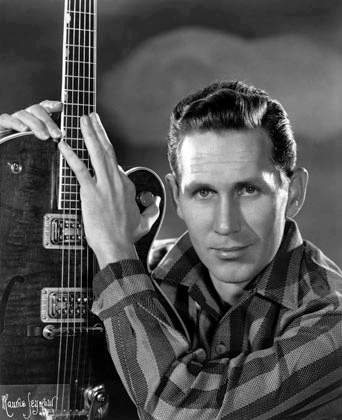
Чет Аткинс

- 1 июня — Бирендра (55) — 5-й король Непала (с 1972); убит своим сыном Дипендрой вместе с большей частью королевской семьи.
- 1 июня — Алексей Гусев (56) — Герой Советского Союза.
- 1 июня — Андрей Шило (76) — полный кавалер ордена Славы.
- 3 июня — Барият Мурадова (87) — кумыкская советская актриса, певица. Народная артистка СССР.
- 3 июня — Энтони Куинн (86) — американский актёр, писатель и художник мексиканского происхождения.
- 4 июня — Дипендра (29) — формально 6-й король Непала с 1 по 4 июня 2001, после убийства им собственного отца — правящего короля Бирендры и большей части королевской семьи; умер через три дня после этого от нанесённого себе огнестрельного ранения головы.
- 5 июня — Ито Киёнага, японский художник, мастер обнажённой натуры (род. 1911).
- 6 июня — Любовь Соколова (79) — советская российская актриса, народная артистка СССР.
- 7 июня — А́нхель Ви́ктор Пас Эстенссо́ро (93) — президент Боливии (1952—1956, 1960—1964, 1985—1989)
- 7 июня — Юрий Семёнов — русский советский писатель, член Союза писателей СССР.
- 8 июня — Николай Ященко (81) — участник Великой Отечественной войны, Герой Советского Союза.
- 9 июня — Николай Ковальский (75) — советский и российский историк и политолог, специалист в области международных отношений.
- 9 июня — Савва Кулиш (64) — советский и российский кинорежиссёр, сценарист, оператор.
- 9 июня — Александр Назаров (77) — участник Великой Отечественной войны, Герой Советского Союза.
- 10 июня — Владимир Муравьёв — российский филолог, переводчик, литературовед.
- 12 июня — Леонид Бакланов (77) — участник Великой Отечественной войны, Герой Советского Союза.
- 12 июня — Николай Савченко (78) — советский белорусский учёный в области хирургии, академик Национальной академии наук Белоруссии.
- 13 июня — Гирш Добин (96) — еврейский писатель.
- 13 июня — Эльза Леждей (68) — советская актриса театра и кино, заслуженная артистка РСФСР (1974).
- 13 июня — Алексей Пыткин (81) — участник Великой Отечественной войны,Герой Советского Союза.
- 15 июня — Павел Бабченко (85) — Полный кавалер Ордена Славы.
- 15 июня — Михаил Глузский (82) — актёр, Народный артист СССР.
- 15 июня — Константин Лабутин (79) — участник Великой Отечественной войны,Герой Советского Союза.
- 15 июня — Владимир Шалимов (79) — участник Великой Отечественной войны,Герой Советского Союза.
- 16 июня — Ольга Иванцова (76) — подпольщица Великой Отечественной войны, участница антифашистской организации «Молодая Гвардия».
- 16 июня — Карлос Торрес-и-Торрес Лара (58) — премьер-министр Перу (1991)
- 16 июня — Сергей Шахворостов (76) — Герой Советского Союза.
- 18 июня — Алексей Папанов (83) — Герой Социалистического Труда.
- 19 июня — Константин Белов (89) — российский физик-экспериментатор, доктор физико-математических наук.
- 21 июня — Николай (Кутепов) (76) — православный епископ.
- 21 июня — Борис Пискунов (80) — Герой Советского Союза.
- 21 июня — Сергей Сугак (91) — Герой Советского Союза.
- 21 июня — Джон Ли Хукер (83) — американский блюзовый певец и гитарист.
- 22 июня — Евгений Габов (78) — Герой Советского Союза.
- 22 июня — Алексей Замула (73) — Герой Социалистического Труда.
- 23 июня — Арби Бараев (27 или 28) — активный участник сепаратистского движения в Чечне в 1990-е годы, поддерживал создание в Чечне «шариатского» государства; убит.
- 24 июня — Иван Бабак (81) — Герой Советского Союза.
- 24 июня — Константин Герчик (82) — советский и российский военный деятель.
- 24 июня — Василий Приходцев (80) — Герой Советского Союза.
- 24 июня — Вениамин Рувинский (82) — Герой Советского Союза.
- 24 июня — Сергей Чёрный — российский серийный маньяк-убийца.
- 25 июня — Мария Бобырева — советская разведчица.
- 25 июня — Анатоль Курдыдык (95) — украинский писатель, поэт, журналист, общественный деятель, составитель книг, автор предисловий и примечаний к книгам.
- 25 июня — Курт Хофман (90) — немецкий кинорежиссёр («Привидения в замке Шпессарт», «Прекрасные времена в Шпессарте» и др.).
- 26 июня — Василий Раков (87) — Герой Советского Союза.
- 27 июня — Туве Янссон (86) — финская писательница (писала по-шведски), автор цикла сказок о муми-троллях.
- 27 июня — Джек Леммон (76) — американский актёр, отличавшийся необычайно широким диапазоном исполняемых ролей — от острохарактерных до трагических.
- 28 июня — Семён Сандлер (87) — советский лингвист и педагог.
- 30 июня — Чет Аткинс (77) — влиятельный американский гитарист и звукорежиссёр.

## Июль
- 1 июля — Николай Басов (78) —
- физик, лауреат Нобелевской премии по физике (1964).
- 2 июля — Виктор Давидков (87) — советский военный деятель, Генерал-полковник авиации. Герой Советского Союза.
- 2 июля — Николай Рогожников (81) — Герой Советского Союза.
- 2 июля — Израэль Шахак (68) — израильский публицист.
- Предположительно 3 июля — Яков Козловский (79) — советский российский поэт, переводчик[6].
- 3 июля — Михаил Денисов (87) — Герой Советского Союза.
- 3 июля — Дмитрий Москалёв (83) — Герой Советского Союза.
- 4 июля — Омар Али Джума (60) — главный министр Занзибара (1988—1995)
- 5 июля — Александр Лапин (77) — Герой Советского Союза.
- 6 июля — Дерек Фриман (84) — новозеландский антрополог.
- 6 июля — Виктор Якушев (63) — советский хоккеист, Заслуженный мастер спорта СССР (1963).
- 7 июля — Павел Агаджанов (78) — советский инженер-конструктор.
- 7 июля — Игорь Александров — украинский журналист.
- 7 июля — Пётр Егоров (78) — Герой Советского Союза.
- 7 июля — Иван Самодеев (79) — Герой Советского Союза.
- 8 июля — Антоний (Масендич) (40) — епископ Русской православной церкви, епископ Барнаульский и Алтайский.
- 8 июля — Афанасий Клецко (90) — Полный кавалер Ордена Славы.
- 8 июля — Лариса Сахьянова (71) — первая профессиональная бурятская балерина, педагог. Народная артистка СССР.
- 9 июля — Геннадий Заволокин (53) — гармонист, художественный руководитель товарищества «Российский центр „Играй, гармонь!“».
- 10 июля — Василий Левашов (77) — участник подпольной антифашистской организации «Молодая гвардия». Член штаба организации, командир центральной группы города Краснодона.
- 10 июля — Альваро Борха (75) — президент Сальвадора (1982—1984)
- 12 июля — Мирварид Дильбази (88) — азербайджанская поэтесса, заслуженный деятель искусств Азербайджанской ССР (1976).
- 12 июля — Поль Эжен Маглуар (93) — президент Гаити (1950—1956)
- 12 июля — Дмитрий Тимощук — Герой Советского Союза.
- 14 июля — Андрей Макаров (88) — Герой Советского Союза.
- 17 июля — Тимур Апакидзе (45) — Герой России, лётчик-снайпер, генерал-майор авиации.
- 17 июля — Сара Ашурбейли (95) — видный азербайджанский историк, доктор исторических наук.
- 17 июля — Пётр Гончаров (80) — Герой Советского Союза.
- 18 июля — Юрий Андерсен (79) — советский военачальник, генерал-лейтенант.
- 18 июля — Александр Мирер (74) — советский и российский писатель-фантаст, литературовед, критик и переводчик.
- 19 июля — Пётр Шемендюк (85) — Герой Советского Союза.
- 20 июля — Карло Джулиани (23) — итальянский политический активист и один из символов антиглобалистского движения; убит во время акции протеста против саммита «Большой восьмёрки».
- 21 июля — Виктор Голявкин (71) — русский советский писатель, художник.
- 21 июля — Георгий Коротков (77) — украинский художник, мастер декоративно-прикладного искусства Украины.
- 22 июля — Николай Александров (75) — Герой Советского Союза.
- 22 июля — Михаил Волков (68) — актёр театра и кино, Заслуженный артист РСФСР.
- 22 июля — Мария Гороховская (79) — советская гимнастка, первая олимпийская чемпионка в индивидуальном первенстве.
- 22 июля — Индро Монтанелли (92) — итальянский журналист и историк.
- 23 июля — Иван Кожемякин (92) — Герой Советского Союза.
- 23 июля — Константин Лаптев (80) — Герой Советского Союза.
- 25 июля — Дженнер Армор (65) — президент Доминики (1980)
- 25 июля — Йозеф Клаус (90) — канцлер Австрии (1964—1970)
- 25 июля — Владимир Цыбин (69) — советский и российский поэт, прозаик, переводчик, эссеист.
- 25 июля — Дмитрий Чепусов (76) — Герой Советского Союза.
- 27 июля — Бавилин, Сергей Михайлович (77) — советский и российский кораблестроитель, Герой Российской Федерации (1993).
- 27 июля — Геннадий Ведерников (64) — первый секретарь Челябинского обкома КПСС (1984—1986)
- 27 июля — Татьяна Деревянко (71) — советский и украинский киновед.
- 27 июля — Владимир Пчелинцев (81) — Герой Советского Союза.
- 28 июля — Юрий Крымский(78) — советский журналист и писатель.
- 28 июля — Евгений Селянин (78) — Герой Советского Союза.
- 29 июля — Эдвард Герек (88) — польский политический деятель, первый секретарь ЦК ПОРП (1970—1980).
- 30 июля — Геннадий Воропаев (70) — советский и российский актёр театра и кино, Заслуженный артист РСФСР (1991).
- 31 июля — Пол Андерсон (74) — американский писатель-фантаст, автор произведений в жанре фэнтези и научной фантастики.
- 31 июля — Пелагея Данилова (83) — советская гимнастка, олимпийская чемпионка.
- 31 июля — Франсишку Гомиш (87) — президент Португалии (1974—1976)
- 31 июля — Николай Моршен (83) — русский поэт, эмигрант.

## Август
- 1 августа — Василий Кулёв (79) — начальник Хмельницкого высшего артиллерийского командного училища и Тульского высшего артиллерийского инженерного орденов Ленина и Октябрьской Революции училища имени Тульского пролетариата, генерал-лейтенант.
- 1 августа — Василий Московенко (85) — участник Великой Отечественной войны, Герой Советского Союза.
- 1 августа — Борис Рождественский (72) — советский и российский ученый в области прикладной математики.
- 2 августа — Валерий Верхоланцев (85) — майор Советской Армии, участник Великой Отечественной войны, Герой Советского Союза.
- 2 августа — Эммануил Шварцберг (78) — советский актёр.
- 3 августа — Прокофий Клепач (82) — капитан Советской Армии, участник Великой Отечественной войны, Герой Советского Союза.
- 5 августа — Алексей Андреев (77) — участник Великой Отечественной войны, Герой Советского Союза.
- 5 августа — Вячеслав Адамчик (67) — белорусский писатель, переводчик, кинодраматург.
- 5 августа — Эрифаси Аллимади (72) — премьер-министр Уганды (1980—1985)
- 5 августа — Искра Бабич (69) — советский режиссёр, сценарист; рак.
- 5 августа — Михаил Белый (78) — украинский учёный-физик и политический деятель.
- 6 августа — Жоржи Амаду (88) — бразильский писатель, общественный и политический деятель.
- 6 августа — Николай Козлов (76) — врач, ректор Смоленского медицинского института в 1978—1995 годах, профессор, Заслуженный деятель науки Российской Федерации.
- 6 августа — Зыонг Ван Минь (85) — президент Южного Вьетнама (1963—1964, 1964, 1964, 1975)
- 6 августа — Василий Кузнецов (69) — советский легкоатлет-десятиборец, рекордсмен мира.
- 6 августа — Фёдор Шмырин (80) — участник Великой Отечественной войны, Герой Советского Союза.
- 7 августа — Александр Лайс (19) — Герой России.
- 7 августа — Ярослав Стельмах (51) — украинский писатель, драматург, киносценарист, переводчик.
- 8 августа — Пётр Ракитин (76) — советский украинский оператор мультипликации.
- 10 августа — Станислав Ростоцкий (79) — советский кинорежиссёр.
- 11 августа — Мигель Галло (91) — премьер-министр Перу (1968)
- 12 августа — Станислав Костров (78) — старший лейтенант Советской Армии, участник Великой Отечественной войны, Герой Советского Союза.
- 13 августа — Асанбай Аскаров (78) — советский и казахский государственный и партийный деятель.
- 14 августа — Мисси Кливленд (41) — американская фотомодель и киноактриса; побочные эффекты лекарств.
- 14 августа — Нина Мамаева (78) — советская актриса, народная артистка СССР.
- 15 августа — Гавриил Будник (76) — участник Великой Отечественной войны, Герой Советского Союза.
- 15 августа — Павел Зорин (87) — полный кавалер ордена Славы.
- 15 августа — Екатерина Ющенко (81) — кибернетик, автор одного из первых в мире языков программирования высокого уровня.
- 16 августа — Борис Колесов (88) — советский конструктор, Герой Социалистического Труда.
- 16 августа — Николай Королёв (73) — участник Великой Отечественной войны, Герой Советского Союза.
- 16 августа — Леонид Терёхин (71) — советский и российский поэт.
- 17 августа — Эмиль Горовец (78) — российский еврейский певец.
- 17 августа — Кадыров, Нургали Тасирович (84) — советский и казахстанский учёный, доктор ветеринарных наук. Почётный гражданин Нур-Султана.
- 18 августа — Горбунов, Иван Владимирович (78) — советский военачальник.
- 18 августа — Рахметова, Гарифа Мажитовна (79) — советская и казахская ветеран партии и труда.
- 19 августа — Иван Макогон (93) — украинский скульптор, педагог.
- 20 августа — Сергей Данченко (64) — украинский советский театральный режиссёр. Народный артист СССР.
- 20 августа — Иван Кармановский (76) — участник Великой Отечественной войны, Герой Советского Союза.
- 20 августа — Иван Погорельский (91) — советский и российский историк.
- 20 августа — Фред Хойл (86) — британский астроном, автор нескольких научно-фантастических романов.
- 20 августа — Элиэзер Шостак (89) — израильский политик.
- 21 августа — Леонид Гордон — российский социолог и политолог.
- 21 августа — Иван Петрусенко (81) — Герой Социалистического Труда.
- 22 августа — Татьяна Аверина (51) — советская спортсменка, олимпийская чемпионка 1976 года.
- 22 августа — Александр Борисов (92) — советский государственный и партийный деятель, министр РСФСР (1957—1958), Герой Социалистического Труда.
- 22 августа — Левон Мкртчян (68) — армянский писатель, литературный критик, литературовед, теоретик художественного перевода.
- 24 августа — Альжаппар Абишев (93) — казахский писатель, народный писатель Казахской ССР.
- 24 августа — Роман Матсов (84) — эстонский дирижёр и педагог.
- 24 августа — Иван Попов (88) — участник Великой Отечественной войны, Герой Советского Союза.
- 25 августа — Алия (22) — американская R&B певица, танцовщица, модель и актриса; авиакатастрофа.
- 25 августа — Яков Матвеев (88) — участник Великой Отечественной войны, Герой Советского Союза.
- 25 августа — Наум Наровлянский (79) — советский учёный, доктор экономических наук, профессор.
- 26 августа — Марита Петерсен (60) — премьер-министр Фарерских островов (1993—1994)
- 27 августа — Николай Тычков (80) — советский и российский педагог и общественный деятель.
- 28 августа — Сергей Перхун (23) — украинский футболист, вратарь.
- 29 августа — Нииколай Омелин (84) — Герой Советского Союза.
- 30 августа — Ахсануддин Чоудхури (86) — президент Бангладеш (1982—1983)
- 30 августа — Михаил Пономарев (82) — первый секретарь Калмыцкого обкома КПСС (1959—1961), первый секретарь Владимирского обкома КПСС (1961—1983)

## Сентябрь
- 1 сентября — Иосиф Вайнштейн (82) — один из основоположников и ярчайших представителей советского джаза, аранжировщик, трубач, дирижёр.
- 2 сентября — Кристиан Барнард (78) — южноафриканский хирург, выполнивший первую в мире пересадку сердца от человека человеку.
- 2 сентября — Фёкла Бобровская (117) — долгожительница, старейшая жительница Белоруссии.
- 2 сентября — Алексей Соколов (78) — русский советский живописец и педагог.
- 3 сентября — Полин Кейл (82) — американский киновед и кинокритик.
- 5 сентября — Роберт Тхоржевский (72) — украинский историк, доктор исторических наук.
- 6 сентября — Фёдор Ищенко (89) — украинский и советский актёр театра и кино, педагог. Заслуженный артист Украины.
- 7 сентября — Андрей Гончаров (83) — советский российский театральный режиссёр, в 1967—2001 главный режиссёр Московского академического театра им. Вл. Маяковского.[7]
- 7 сентября — Исхакова, Барно Бераховна (74) — советская и израильская певица. Народная артистка Таджикской ССР.
- 7 сентября — Вильгельм Порро (75) - советский сплавщик, ингермаландец. Прославился своим побегом из немецкого лагеря в Ленинградской области.
- 8 сентября — Василий Бабков (83) — Герой Советского Союза.
- 9 сентября — Ахмад Шах Масуд (48) — афганский полевой командир, 1-й председатель Временного правительства Афганистана (1992—1996), министр обороны страны; убит (по другим данным, умер от ранений не 9, а 15 сентября).[8]
- 10 сентября — Евгений Драгунов (37) — украинский футболист, защитник.
- 10 сентября — Евгения Мельникова (92) — актриса, заслуженная артистка РСФСР.
- 10 сентября — Алексей Суэтин (74) — советский шахматный гроссмейстер.
- 10 сентября — Михаил Яцкий (75) — Полный кавалер ордена Славы.
- 11 сентября — Берри Беренсон (53) — американская актриса, фотомодель и фотограф, вдова Энтони Перкинса; погибла во время террористической атаки на Рейс 11 American Airlines в Нью-Йорке.
- 11 сентября — Даниэль Левин (31) — американский израильский математик и предприниматель.
- 11 сентября — Владимир Лемпорт — советский и российский скульптор, художник, переводчик, актёр.
- 11 сентября — Гагик Погосян (49) — армянский государственный и политический деятель.
- 11 сентября — Леонид Туйгунов (81) — Герой Советского Союза.
- 11 сентября — Стив Шенкман (68) — советский и российский спортивный журналист, пропагандист здорового образа жизни, исследователь методик оздоровления организма. Переводчик книг П. Брэгга.
- 12 сентября — Бурыгина, Юлия Ивановна (71) — советская актриса, заслуженная артистка РСФСР.
- 12 сентября — Сулейманов, Манаф Фарадж оглы (89) — азербайджанский писатель, прозаик и переводчик, член союза писателей Азербайджана.
- 13 сентября — Сергей Благоволин (62) — генеральный директор «ОРТ» (1995—1997), председатель Совета директоров телеканала «ТВ Центр — Столица» (с июня 1999); инфаркт.
- 13 сентября — Дороти Макгуайр (85) — американская актриса, номинантка на премию «Оскар» в 1947 году.
- 13 сентября — Александр Свечкарёв (76) — Герой Советского Союза.
- 13 сентября — Франсиско Уркуйо Мальяньос (86) — президент Никарагуа (1979)
- 14 сентября — Георгий Малиновский — советский и российский военачальник.
- 14 сентября — Афанасий Петрик (87) — Герой Советского Союза.
- 16 сентября — Леонид Осыка (61) — украинский кинорежиссёр.
- 17 сентября — Давид Кипиани (49) — советский и грузинский футболист и тренер.
- 17 сентября — Николай Королёв (63) — советский футболист.
- 19 сентября — Татьяна Бруни (98) — театральный художник, график и педагог.
- 19 сентября — Иван Зажигин (76) — Герой Советского Союза.
- 20 сентября — Маркос Энрике Перес Хименес (87) — президент Венесуэлы (1952—1958)
- 21 сентября — Георгий Полонский (62) — выдающийся советский и русский сценарист, литератор.
- 22 сентября — Кашаган Джамангараев (91) — Герой Советского Союза.
- 22 сентября — Станислав Лукьянченко (72) — советский и украинский инженер.
- 22 сентября — Александр Морухов (82) — Герой Советского Союза.
- 22 сентября — Анатолий Перов (75) — советский боксёр, Заслуженный мастер спорта, призёр Олимпийских игр.
- 22 сентября — Айзек Стерн (81) — американский скрипач
- 23 сентября — Татьяна Антонович (86) — украинский нефролог, общественный деятель, доктор медицинских наук.
- 23 сентября — Георгий Подорогин (80) — Полный кавалер Ордена Славы.
- 24 сентября — Самур Новрузов (63)
- 29 сентября — Нгуен Ван Тхиеу (78) — военный деятель и один из президентов Южного Вьетнама.
- 30 сентября — Анатолий Богданов (70) — двукратный олимпийский чемпион, многократный чемпион мира, Европы и СССР по пулевой стрельбе в винтовочных упражнениях. Заслуженный мастер спорта СССР.
- 30 сентября — Джованни Маккья (88) — итальянский писатель, историк литературы, литературный критик.

## Октябрь
- 1 октября — Феодосий (Дикун) (74) — архиепископ Полтавский и Кременчугский.
- 2 октября — Гулиев, Мамед (65) — азербайджанский композитор, Заслуженный деятель искусств, педагог, общественный деятель музыки.
- 2 октября — Владимир Корсаков (78) — участник Великой Отечественной войны, Герой Советского Союза.
- 3 октября — Веккер, Лев Маркович (82) — советский и американский психолог.
- 5 октября — Йонас Баужа (59) — советский футболист, вратарь. Мастер спорта. Трёхкратный бронзовый призёр чемпионатов СССР (1964, 1965, 1970). Обладатель Кубка СССР (1971).
- 7 октября — Зигмунт Альберт (92) — польский патологоанатом.
- 8 октября — Дмитрий Полянский (83) — советский государственный и партийный деятель, 7-й Председатель Совета Министров РСФСР (1958—1962).
- 8 октября — Джавед Икбал Мугал (40) — пакистанский серийный убийца.
- 9 октября — Павел Живов (83) — знатный животновод, Герой Социалистического Труда.
- 9 октября — Ванчо Чавдарски — северомакедонский дирижёр.
- 10 октября — Николай Краснов — полковник Советской Армии, участник Великой Отечественной войны, Герой Советского Союза.
- 10 октября — Василий Мишин (84) — конструктор ракетно-космической техники.
- 10 октября — Евгений Харадзе (93) — советский и грузинский астроном.
- 12 октября — Морис Нгангтар (78) — министр иностранных дел Чада (1963—1964).
- 14 октября — Владимир Серпунин (85) — полный кавалер ордена Трудовой Славы.
- 14 октября — Чжан Сюэлян (100) — правитель Маньчжурии в 1928—1931, один из ведущих деятелей гоминьдановского Китая 30-х годов XX века.
- 15 октября — Рема Гагарина — мастер спорта СССР по шашкам.
- 15 октября — Юрий Озеров (80) — советский кинорежиссёр, сценарист.
- 16 октября — Анатолий Тоболяк (65) — советский еврейский писатель.
- 17 октября — Анатолий Домбровский (66) — советский писатель.
- 17 октября — Александр Задемидко (93) — советский политический деятель, министр угольной промышленности СССР(1955—1957).
- 17 октября — Рехавам Зеэви — израильский политик, генерал-майор запаса, основатель и председатель правой партии «Моледет».
- 18 октября — Иван Лукьянов (78) — советский футболист; футбольный судья международной категории.
- 18 октября — Борис Лунин (95) — учёный-историограф.
- 19 октября — Михаил Федин (79) — участник Великой Отечественной войны, Герой Советского Союза.
- 19 октября — Александр Аронов (67) — русский советский поэт и публицист.
- 20 октября — Павел Бунич (71) — советский и российский экономист, народный депутат СССР, член-корреспондент РАН.
- 20 октября — Филипп Агостини (91) — французский кинооператор, режиссёр и сценарист.
- 20 октября — Анатолий Мельников (79) — участник Великой Отечественной войны, Герой Советского Союза.
- 21 октября — Александр Коротков (88) — советский футболист и хоккеист, нападающий, тренер.
- 22 октября — Георгий Вицин (84) — советский и российский актёр театра и кино, народный артист СССР (1990).
- 22 октября — Иван Иващенко (85) — майор внутренних войск МВД СССР, участник Великой Отечественной войны, Герой Советского Союза.
- 23 октября — Михаил Брайчевский (77) — украинский историк и археолог.
- 25 октября — Иван Ларин (90) — участник Великой Отечественной войны, Герой Советского Союза.
- 26 октября — Пётр Проскурин (73) — советский российский писатель.
- 28 октября — Аркадий Квятковский (74) — советский и казахстанский учёный-металловед.
- 28 октября — Виктор Кумсков (80) — участник Великой Отечественной войны, Герой Советского Союза.
- 29 октября — Григорий Чухрай (80) — советский кинорежиссёр, сценарист, народный артист РСФСР (1969), народный артист СССР (1981).
- 30 октября — Виктор Онищенко (79) — участник Великой Отечественной войны, Герой Советского Союза.
- 30 октября — Николай Телепов (85) — русский советский живописец.
- 31 октября — Михаил Мотин (78) — советский автогонщик. Чемпион СССР по кольцевым гонкам.

## Ноябрь
- 1 ноября — Хуан Бош (92) — доминиканский политический деятель, историк и писатель, президент Доминиканской Республики в 1963 году.
- 1 ноября — Владимир Гамзин — Герой Советского Союза.
- 2 ноября — Мариам Басина — советская и украинская радиоспортсменка.
- 2 ноября — Константин Василенко (78) — Герой Советского Союза.
- 2 ноября — Константин Рябов (78) — Герой Советского Союза.
- 2 ноября — Элиэзер Шах (102) — духовный лидер литовского направления в иудаизме в Израиле.
- 2 ноября — Иван Швецов (78) — первый секретарь Ненецкого окружкома КПСС (1959—1975)
- 3 ноября — Геннадий Бутаков (59) — доктор географических наук, профессор, заведующий кафедрой КГУ.
- 3 ноября — Хаим Маринов (97) — израильский градостроитель. Многолетний заместитель мэра Иерусалима. Почётный гражданин Иерусалима.
- 3 ноября — Эрнст Гомбрих (92) — британский историк и теоретик искусства.
- 3 ноября — Михаил Панов (81) — российский лингвист.
- 3 ноября — Георгий Ратнер (78) — один из основоположников сердечно-сосудистой хирургии в СССР и России.
- 4 ноября — Борис Манжора (80) — музыковед, тромбонист, педагог, один из деятелей отечественной духовой музыки.
- 4 ноября — Иван Чабанов (78) — полный кавалер ордена Славы.
- 4 ноября — Евгений Храмов (69) — советский и российский поэт, переводчик.
- 5 ноября — Голям Азхари (89) — премьер-министр Ирана (1978—1979)
- 5 ноября — Инна Зубковская (77) — советская балерина, педагог.
- 5 ноября — Филипп Макитрук (91) — Герой Советского Союза.
- 7 ноября — Иван Ковальчук (83) — полковник Советской Армии, участник Великой Отечественной войны, Герой Советского Союза.
- 8 ноября — Рахим Байгалиев (88) — советский политический деятель, 1-й секретарь Алма-Атинского областного комитета КП Казахстана (1962—1963).
- 8 ноября — Конрад Калейс (85) — латышский военный преступник, участник массовых убийств советских граждан на временно оккупированных территориях.
- 8 ноября — Пётр Яцык (80) — канадский предприниматель украинского происхождения, меценат и филантроп.
- 9 ноября — Джованни Леоне (93) — президент Италии (1971—1978)
- 9 ноября — Нэнси Уинн-Болтон (84) — австралийская теннисистка-любительница.
- 10 ноября — Кен Кизи (66) — американский писатель, автор романа «Пролетая над гнездом кукушки».
- 11 ноября — Анатолий Пузиков (76) — Герой Советского Союза.
- 12 ноября — Радован Влайкович (79) — председатель Президиума Югославии (1985—1986)
- 12 ноября — Тони Майлс (46) — британский шахматист, первый британский гроссмейстер.
- 12 ноября — Хачатур Нерсисян (77) — каманчист, композитор. Заслуженный артист Армянской ССР.
- 13 ноября — Фёдор Комов (77) — Полный кавалер ордена Славы.
- 14 ноября — Шарлотта Коулман (33) — английская киноактриса; приступ астмы[9].
- 16 ноября — Моше Рон (76) — один из крупнейших материаловедов Израиля, профессор Техниона. Был организатором и многолетним руководителем лаборатории водородной энергии на факультете материаловедения.
- 18 ноября — Борис Аксютин (79) — конструктор ракетно-космической техники.
- 19 ноября — Михаил Попов (77) — Герой Советского Союза.
- 19 ноября — Баграт Улубабян (75) — советский и армянский писатель и историк.
- 20 ноября — Виктор Грушко (71) — советский разведчик, генерал-полковник, бывший первый заместитель председателя КГБ СССР.
- 20 ноября — Владимир Дегтярёв (86) — участник Великой Отечественной войны, узник концентрационных лагерей.
- 20 ноября — Валентин Томжевский (78) — Герой Советского Союза.
- 21 ноября — Руслан Бекузаров (84) — Герой Социалистического Труда.
- 21 ноября — Салахуддин Абдул Азиз-шах I ибни аль-Мархум Султан Хисамуддин Алам-шах (75) — верховный глава Малайзии (1999—2001), султан Селангора (1960—2001)
- 21 ноября — Яков Сметнёв (86) — Герой Советского Союза.
- 22 ноября — Павел Пологов (88) — Герой Советского Союза.
- 22 ноября — Евстафий Сухарев (80) — Герой Советского Союза.
- 24 ноября — Мелани Торнтон (34) — афроамериканская певица; авиакатастрофа.
- 24 ноября — Шафиев, Сиавуш (64) — азербайджанский актёр («Где Ахмед?», «Насими», «Низами»).
- 25 ноября — Марк Голубчик (67) — крупнейший советский и российский экономико- и политико-географ.
- 25 ноября — Риаз Ахмед Гоар Шахи (60) — мусульманский духовный лидер, основатель Международного Духовного движения «Анджуман Серфаросхан-э-Ислам».
- 26 ноября — Владимир Бреусов (76) — Герой Советского Союза.
- 28 ноября — Глеб Лозино-Лозинский (91) — один из ведущих разработчиков советской авиационно-космической техники.
- 28 ноября — Игорь Стечкин (79) — конструктор стрелкового оружия.
- 28 ноября — Владимир Шинкарук (73) — советский и украинский философ.
- 29 ноября — Виктор Астафьев (77) — советский российский писатель.
- 29 ноября — Андрей Белов (84) — советский военачальник, маршал войск связи.
- 29 ноября — Джордж Харрисон (58) — «музыкант, бывший участник группы The Beatles».
- 29 ноября — Иван Рыбалко (82) — украинский и советский историк.
- 30 ноября — Алексей Власов (82) — Полный кавалер Ордена Славы.
- 30 ноября — Антон Григорьев (75) — артист оперы (тенор), солист Большого театра, педагог, Народный артист РСФСР (1973).
- 30 ноября — Роберт Тулс (59) — первый человек, которому имплантировали искусственное сердце (2 июля 2001).

## Декабрь
- 1 декабря — Вадим Миловидов (75) — участник Великой Отечественной войны, Герой Советского Союза.
- 1 декабря — Павел Садырин (59) — советский футболист и российский футбольный тренер, заслуженный тренер РСФСР.
- 2 декабря — Дмитрий Воскобойников (60) — советский волейболист, Олимпийский чемпион.
- 2 декабря — Владимир Забаштанский (61) — украинский и советский поэт и переводчик.
- 2 декабря — Виктор Лебедев (69) — советский и белорусский актёр театра и кино. Народный артист Беларуси.
- 3 декабря — Сергей Запорожец (78) — красноармеец Рабоче-крестьянской Красной Армии, участник Великой Отечественной войны, Герой Советского Союза.
- 3 декабря — Виктор Федотов (68) — советский и российский дирижёр, тубист и музыкальный педагог, народный артист РСФСР.
- 4 декабря — Александр Плешаков (79) — участник Великой Отечественной войны, Герой Советского Союза.
- 7 декабря — Анатолий Ананьев (76) — русский советский прозаик.
- 7 декабря — Ева Кальво (?) — мексиканская актриса (Просто Мария)[10].
- 7 декабря — Михаил Мендуме (79) — председатель Тувинского облисполкома (1961—1962), председатель Президиума Верховного Совета Тувинской АССР (1977—1984)
- 7 декабря — Владимир Тимошенко (79) — участник Великой Отечественной войны, Герой Советского Союза.
- 7 декабря — Анна Шилова (74) — советская телеведущая, Заслуженная артистка РСФСР.
- 8 декабря — Александр Хмелик (76) — драматург, киносценарист, главный редактор детского юмористического киножурнала «Ералаш».
- 8 декабря — Сергей Супонев (38) — советский и российский телеведущий, руководитель дирекции детских программ ОРТ.
- 10 декабря — Михаил Будыко (81) — советский учёный, геофизик, член-корреспондент АН СССР.
- 11 декабря — Эдуард Володин (62) — советский специалист в области эстетики, литературоведения, методологии науки.
- 11 декабря — Менза Матиас Чона (71) — премьер-министр Замбии (1973—1975, 1977—1978)
- 11 декабря — Лев Сивухин (66) — российский хоровой и оркестровый дирижёр, народный артист России, заслуженный деятель искусств России, Почётный гражданин Нижнего Новгорода.
- 12 декабря — Йозеф Бицан (88) — австрийский и чехословацкий футболист, нападающий.
- 12 декабря — Николай Захаров (80) — полковник Советской Армии, участник Великой Отечественной войны, Герой Советского Союза.
- 13 декабря — Леонид Андреев (79) — российский литературовед, заведующий кафедрой истории зарубежной литературы и декан филологического факультета МГУ.
- 13 декабря — Видади Нариманбеков (75) — один из выдающихся азербайджанских художников.
- 13 декабря — Чак Шульдинер (34) — вокалист, гитарист и основатель одной из первых групп в жанре дэт-метал — Death.
- 15 декабря — Иван Дубов (77) — Полный кавалер ордена Славы.
- 15 декабря — Сергей Седукевич (83) — участник Великой Отечественной войны, Герой Советского Союза.
- 16 декабря — Стефан Гейм (88) — немецкий писатель еврейского происхождения.
- 16 декабря — Борис Макеев (83) — участник Великой Отечественной войны, Герой Советского Союза.
- 17 декабря — Александр Володин (82) — российский драматург, сценарист и поэт.
- 17 декабря — Николай Гаев (80) — советский и казахстанский художник-график.
- 17 декабря — Фредерик де Паскаль (фр. Frédéric de Pasquale, 70) — французский актёр.
- 18 декабря — Жильбер Беко (74) — французский шансонье, пианист, актёр.
- 18 декабря — Кира Иванова (38) — мастер спорта международного класса, советская фигуристка.
- 18 декабря — Борис Калач (78) — партизан Великой Отечественной войны, Герой Советского Союза.
- 18 декабря — Толомуш Океев (66) — советский и киргизский кинорежиссёр, сценарист. Народный артист СССР.
- 19 декабря — Арки Уайтли (37) — австралийская актриса.
- 20 декабря — Анатолий Виноградов (76) — советский передовик производства в системе радиопромышленности.
- 20 декабря — Иван Кибаль (79) — Герой Советского Союза.
- 20 декабря — Леопольд Сенгор (95) — сенегальский поэт и философ, политик, первый президент Сенегала.
- 20 декабря — Спиридон Соломас (82) — полный кавалер ордена Славы.
- 21 декабря — Ольга Заботкина (65) — российская балерина и актриса, Заслуженная артистка РСФСР (1960), вдова поэта-пародиста Александра Иванова.
- 21 декабря — Николай Лищенко (78) — советский украинский историк, кандидат исторических наук, декан исторического факультета Черновицкого университета.
- 22 декабря — Лэнс Лауд (50) — американский колумнист и открытый гей, некогда участвовавший в реалити-шоу «An American Family[англ.]»; ВИЧ, гепатит C.
- 22 декабря — Ромен Сова (63) — учёный, член-корреспондент АН СССР.
- 23 декабря — Елле Зейлстра (83) — премьер-министр Нидерландов (1966—1967)
- 23 декабря — Ян Котт (87) — польский литературный и театральный критик, теоретик театра, публицист, драматург, эссеист, переводчик.
- 24 декабря — Георгий Иванов (100) — участник Великой Отечественной войны, Герой Советского Союза.
- 24 декабря — Ростислав Попадейкин (55) — председатель Томского облисполкома (1989—1990)
- 27 декабря — Сергей Давыдов (73) — поэт, прозаик, переводчик.
- 27 декабря — Василий Пономарёв (80) — участник Великой Отечественной войны, Герой Советского Союза.
- 27 декабря — Борис Рыбаков (93) — русский и советский археолог и историк.
- 29 декабря — Абдулхак Абдуллаев (82) — узбекский живописец-портретист.
- 29 декабря — Николай Воробьёв (80) — участник Великой Отечественной войны, Герой Советского Союза.
- 29 декабря — Анатолий Кубацкий (93) — советский актёр театра и кино.
- 29 декабря — Майкл Паркер (81) — лейтенант-коммандер Королевского австралийского Военно-Морского Флота.
- 30 декабря — Рауф Дадабаев (77) — партийный и государственный деятель.

## Дата неизвестна или требует уточнения
- Александр Андреев (87—88) — русский советский «архитектор-художник, академик, главный архитектор Ленметропроекта»; Заслуженный архитектор РСФСР.